# Siedlungsbiotop
Siedlungsbiotope, auch Biotope der Bebauung, sind Biotope der menschlichen Siedlungen. Zu ihnen gehören Wohnsiedlungen der Dörfer und Städte, Industrieanlagen, Straßenverkehrsflächen, Grünanlagen wie Parks und weitere Gebiete, die innerhalb der Siedlungen liegen und vom Menschen intensiv genutzt werden.
Siedlungsbiotope sind euhemerobe bis metahemerobe Biotope. Die menschlichen Aktivitäten sind in diesen Biotopen der entscheidende Faktor, der die Landschaft in ihren Bestandteilen von Wasser, Boden, Luft und Klima, mithin die Biozönose stört oder vollständig zerstört. Die Biozönosen ersetzen sich in Siedlungsbiotopen je nach Intensität des menschlichen Wirkens durch weniger empfindliche Arten oder fremde, angepasste Arten.

## Gliederung der Siedlungsbiotope
Gängig ist die Gliederung nach der Dichte der Bebauung (Bodenversiegelung und Horizontüberhöhung) sowie nach der Hemerobie des Gebietes:
- Stadtkern, Historischer Stadtkern
- Blockrandbebauung (z. B. Gründerzeit),
- Zeilen- und Punkthäuser mit mäßiger Durchgrünung
- Einzel- und Reihenhausgegenden mit Gärten
- Kleingärten, Grünanlagen,
- Parks, Friedhöfe,

sowie
- Verkehrsanlagen, Sportanlagen, Industrieanlagen

und
- Einzelbäume, Allee, Gehölzgruppen, Gewässer
- Ruderalfluren und Ruinen, Industriebrachen (z. B. Bergbau), Deponien

und dörfliche Strukturen
- alte, offene Ställe und Scheunen
- alte, offene Mühlen und Kirchen
- Sandwege, Hohlwege, Streuobstwiesen, Bauerngärten
- Schlammpfützen der Viehtränken und Schweinesuhlen

## Bewertung der Siedlungsbiotope und Indikatororganismen
Blickwinkel und Bewertungsmaßstab der Landschaftsökologie und der Landschaftsplanung ist der hypothetische Urzustand der Landschaft ohne Eingriffe des Menschen, die nach der Klimaxvegetation und pnV bewertet werden kann. Bewertet man innerhalb von Siedlungsflächen Biotope, müssen die Bewertungsmaßstäbe an den lokalen Zustand der Indikatoren angepasst werden.
Kriterien können sein:
- Klimatische Funktion
- Reifegrad (Sukzession)
- Strukturvielfalt
- Stellung im Biotopverbund
- Artenausstattung

Flächengröße, Seltenheit und Regenerationsfähigkeit (-dauer) sind meist keine sinnvollen Kriterien für die Bewertung von Siedlungsbiotopen, da diese Faktoren zwangsläufig zu einer Unterbewertung führen. Dennoch kommt Siedlungsbiotopen, gerade wegen der flächigen Ausdehnung der Städte, Funktionen im Biotopverbund zu.
Ebenso kann die Artenausstattung nicht mit dem Idealzustand der hypothetischen Naturlandschaft verglichen werden. Durch die veränderten Bedingungen hat sich die Artenzusammensetzung der Städte komplett verändert und entspricht v. a. durch das Stadtklima eher den felsigen Landschaften im Mittelmeerklima.
Indikatororganismen sind:
- Fledermäuse
- Amphibien, Reptilien
- Webspinnen (bedingt) und Weberknechte
- Laufkäfer

## Gefährdung
Zu den gefährdeten Biotopen gehören die dörflichen Strukturen (Schlammstellen, Sandwege, Scheunen …) sowie alte Alleen, Friedhöfe und Parks, die teilweise den Hutewäldern und Auwäldern gleichen; des Weiteren strukturreiche Grünflächen. Die dörflichen Biotope sind v. a. durch die Technisierung der Landwirtschaft und direkte Prämien der EWG in der Vergangenheit zur Zerstörung (Baumfällprämien etc.) bedroht. Die städtischen Grünflächen werden oft anderen Interessen (Erholung, Verkehrssicherung) untergeordnet.
Landnahme für die Bebauung ist aber der gewichtigste Gefährdungsfaktor. Besonders im Osten Deutschlands sind nach der Wende durch den einsetzenden Bauboom Ruinen und strukturreiche spontane Wälder selten geworden. Der Flächenverbrauch ist deutlich gestiegen. Der Ausbau der Verkehrswege und der Anstieg des Verkehrs hat Zerschneidungseffekte der Verkehrswege verstärkt.
Schädigend wirken außerdem defekte Gasleitungen, Streusalz und das Stadtklima, sowie das Ordnungsbedürfnis der Menschen und nicht naturgemäße Bepflanzung von Ziergrün.

## Schutz
Der Schutz und die Entwicklung der Siedlungsbiotope ist bereits Aufgabe der Landschaftsplanung auf der Ebene der Flächennutzungsplanung. Auf dieser Ebene ist dem Flächenverbrauch zu vermindern und muss der  Grünordnungsplanung eine ausreichende Handhabe in Form des FNP oder LP bereitgestellt werden.
Im Speziellen sind die Maßnahmen am besten im Grünordnungsplan (per Satzung eigenständig oder im Bebauungsplan) festzusetzen:
- Baumscheiben, Grünstreifen,
- Erhalt von Altbäumen, und Festsetzungen von Neupflanzungen
- Vorschläge und Festsetzungen zur Bepflanzung von privaten Gärten,
- Festsetzungen zur Fassadenbegrünung und Dachbegrünung,
- -"- zur Oberflächengestaltung (Albedo)
- Freihaltung und Entwicklung und Pflege wichtiger Grünflächen
- Erzielung von Ausgleichsmaßnahmen durch die Eingriffsregelung